# Schrijvende vrouw met dienstbode
Schrijvende vrouw met dienstbode is een schilderij uit 1670-1671 van de Hollandse meester Johannes Vermeer. Het werk is in het bezit van het National Gallery of Ireland in Dublin, na tot tweemaal toe gestolen te zijn.

## Beschrijving
Opnieuw schilderde Vermeer een zorgvuldig gecomponeerd tafereel. Net als in De liefdesbrief wordt een dame met een brief afgebeeld, samen met haar dienstbode. Maar waar in De liefdesbrief de twee vrouwen fysiek en emotioneel in direct contact met elkaar staan, is er bij Schrijvende vrouw met dienstbode sprake van afstand en contrast. De schrijvende dame is geconcentreerd bezig met haar brief. Het verfrommelde papier op de vloer voor de tafel, wellicht een mislukte eerdere versie van haar eigen brief of anders een ontvangen brief met verontrustend nieuws, duidt op een geagiteerde houding van de dame, ook al is haar gelaatsuitdrukking nauwelijks zichtbaar. De dienstbode daarentegen staat met haar armen over elkaar kalm af te wachten wat er gaat komen. Haar naar buiten gerichte blik geeft aan dat ze zich wil distantiëren van de oncomfortabele situatie van haar werkgeefster. Vermeer benadrukte het contrast tussen de twee vrouwen door hun contouren ook fysiek gescheiden te houden. De dienstbode neemt weliswaar de centrale positie in het schilderij in, maar het binnenvallende licht vestigt de aandacht weer op de briefschrijfster.

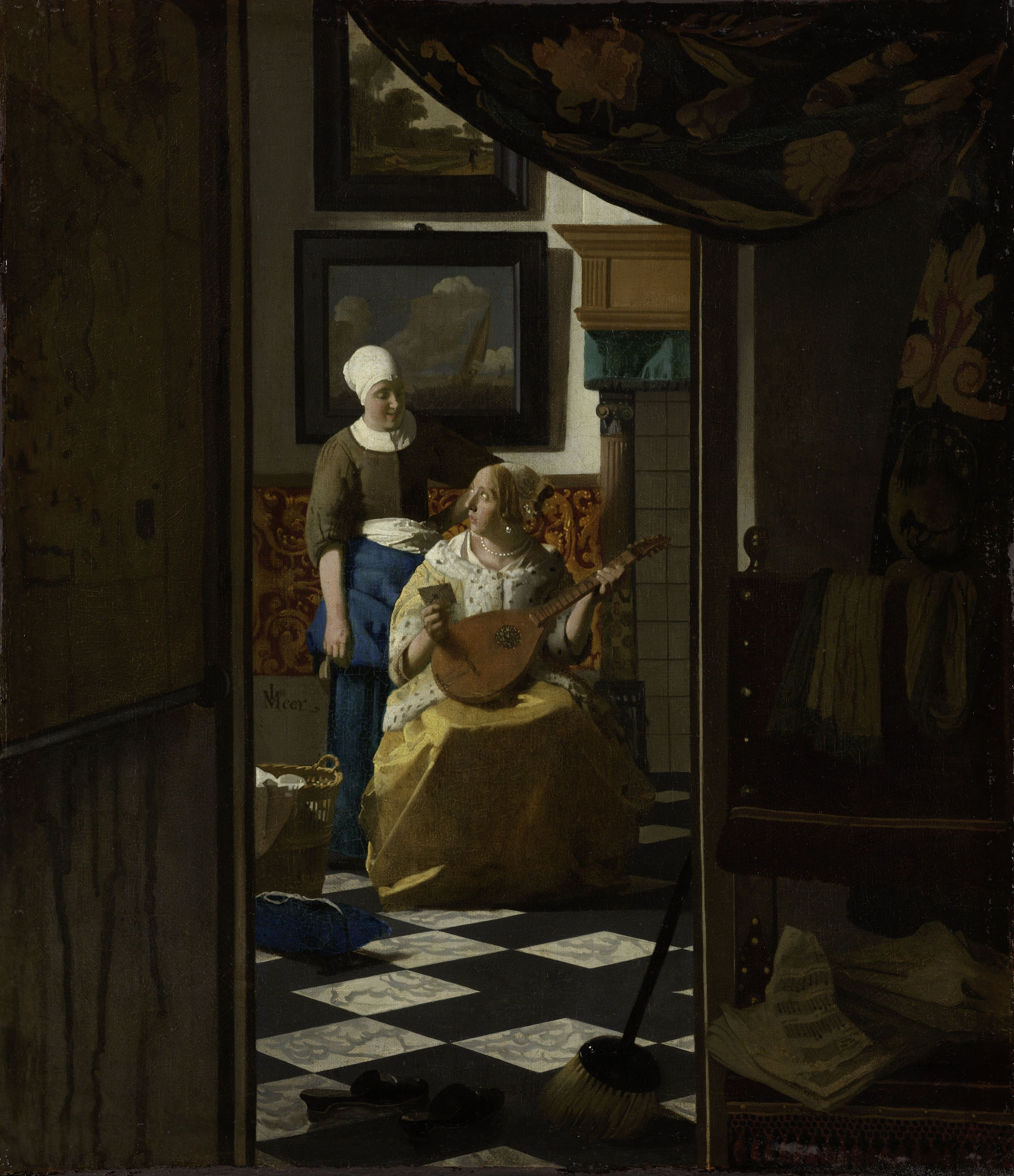
De liefdesbrief

## Eigendom en diefstal
Een maand na de dood van Johannes Vermeer in 1675 droeg zijn weduwe Catharina Schrijvende vrouw met dienstbode samen met De gitaarspeelster over aan bakker Hendrick van Buyten, als aflossing van een schuld van 617 gulden en 6 stuivers. Van Buyten wilde de schilderijen kennelijk graag verwerven, aangezien dit bedrag ruim boven de toenmalige marktwaarde lag. Hij verkocht het doek aan de Rotterdamse koopman Joshua van Belle (1637-1710). Het schilderij bleef tot het einde van de negentiende eeuw onder verschillende Nederlandse eigenaars rouleren. Rond 1900 kwam het werk in handen van de Zuid-Afrikaanse goud- en diamantbaron Alfred Beit (1853-1906).
In april 1974 werd Schrijvende vrouw met dienstbode samen met achttien andere oude meesters gestolen uit het buitenhuis van de familie Beit, Russborough in County Wicklow, Ierland. Vier mannen en een vrouw, de Engelse miljonairsdochter Bridget Rose Dugdale, drongen met vuurwapens het huis binnen en knevelden het oudere echtpaar Beit. De groep ging er met de kunstschatten vandoor met de bedoeling om met een eventueel losgeld de IRA financieel te steunen. Binnen een week werden de schilderijen echter teruggevonden in een huisje in Cork en de overvallers gearresteerd. De IRA ontkende elke betrokkenheid.
Twaalf jaar later, op 21 mei 1986, herhaalde de geschiedenis zich. De dieven lieten het alarmsysteem van Russborough afgaan en verstopten zich vervolgens. De gealarmeerde bewaking dacht dat het vals alarm was, maar de volgende ochtend ontbraken achttien schilderijen. Het brein achter de diefstal was de gangster Martin Cahill, bijgenaamd the General. Cahill specialiseerde zich in kunstroof maar had grote moeite om zich van zijn buit te ontdoen. Keer op keer werden te koop aangeboden schilderijen onderschept door de politie. Schrijvende vrouw met dienstbode werd in 1993 in Antwerpen herwonnen toen drie Ierse 'zakenlieden' het met twee andere werken aanboden aan twee verzamelaars, die echter undercoveragenten van de Belgische politie bleken te zijn. Ondertussen had de familie Beit haar kunstverzameling, inclusief Schrijvende vrouw met dienstbode, overgedragen aan de National Gallery of Ireland. Sindsdien hangt het werk in dat museum in Dublin.
Diana en haar nimfen · Christus in het huis van Martha en Maria · De koppelaarster · Slapend meisje · Brieflezend meisje bij het venster · Het straatje · De soldaat en het lachende meisje · Het melkmeisje · Het glas wijn · Dame en twee heren · Onderbreking van de muziek · Gezicht op Delft · De muziekles · Brieflezende vrouw in het blauw · Vrouw met weegschaal · Vrouw met waterkan · De luitspeelster · Vrouw met parelsnoer · Schrijvende vrouw in het geel · Meisje met de rode hoed · Meisje met de parel · Het concert · Allegorie op de schilderkunst · Meisjeskopje · Dame en dienstbode · De astronoom · De geograaf · De kantwerkster · De liefdesbrief · De gitaarspeelster · Schrijvende vrouw met dienstbode · Allegorie op het geloof · Staande virginaalspeelster · Zittende virginaalspeelster
Omstreden toeschrijvingen: Sint Praxedis · Zittende vrouw aan het virginaal · Meisje met de fluit